# ثيودور أندرسون بالدوين
ثيودور أندرسون بالدوين (بالإنجليزية: Theodore Anderson Baldwin)‏ هو عسكري أمريكي، ولد في 21 ديسمبر 1839 في نيوجيرسي في الولايات المتحدة، وتوفي في 1 سبتمبر 1925.